# Roger Reynaud
Roger Ernest Marie Reynaud, né le 19 mai 1916 à Marseille et mort le 13 juin 2008 à Nice est un fonctionnaire et syndicaliste français. Il a également été membre de la Haute Autorité (exécutif) de la Communauté européenne du charbon et de l'acier (CECA) de 1958 à 1967. Président fondateur du Crédit mutuel méditerranéen.

## Biographie
Avant la Seconde Guerre mondiale, Roger Reynaud est fonctionnaire au Ministère français des finances. En 1947, il devient receveur des finances.
En 1945, il adhère à la Confédération française des travailleurs chrétiens (CFTC). L'année suivante, il est déjà secrétaire général de la fédération syndicale des ministères à caractère économique. De 1948 à 1951, il est secrétaire général de la Fédération générale des fonctionnaires, puis en sera le vice-président de 1951 à 1957. Il est également membre, jusqu'en 1957, du Conseil confédéral de la CFTC.
En 1958, le gouvernement de Félix Gaillard le nomme à la Haute Autorité de la Communauté européenne du charbon et de l'acier, l'une des ancêtres de la Commission européenne, pour succéder à René Mayer. Son mandat est reconfirmé en 1959 et en 1963, si bien qu'il y siège jusqu'à la fusion des trois exécutifs communautaires en 1967.
Roger Reynaud est président de la Maison de l'Europe de 1968 à 1971, puis chargé de mission au Ministère du travail (1971-1972).
Roger Reynaud s'est marié le 23 décembre 1941 avec Jacqueline Dumesny, à Digne-les-Bains. Ils ont eu 5 enfants : Nicole, Christian, Catherine, Alain, Dominique.